# エベニーザー・プラウト
エベニーザー・プラウト（Ebenezer Prout 1835年3月1日 - 1909年12月5日）は、イングランドの音楽理論家、作家、教育者、作曲家。プラウトの教えは続く世代における多くのイギリスの音楽家たちの楽曲の礎となり、様々な標準的作品に組み込まれていった。

## 生涯
プラウトはアウンドルに生まれた。彼はチャールズ・サラマンの下でピアノを学んだが、それ以外は独学で習得していった。学者になることを目指してロンドン大学へ通ったものの、音楽への愛が勝り音楽の道を選択する。1861年から1873年にかけてイズリントンのユニオン・チャペル（Union Chapel）でオルガニストを務め、1861年から1885年には水晶宮芸術学校でピアノ科の教授として教鞭を執った。彼は1862年に『弦楽四重奏曲』で、1865年に『ピアノ四重奏曲』で英国音楽家協会から1等賞を授与されている。1871年から1874年までは『マンスリー・ミュージカル・レコード』誌の編集者を務め、1874年から1879年にかけては『アカデミー』誌の音楽評論家として活躍した。
プラウトは1879年にロンドンの王立音楽アカデミーの和声科教授に就任し、同時に『Athenaeum』誌の音楽評論家となった。1884年にはギルドホール音楽演劇学校の教授、1894年にはダブリン大学の音楽科教授に任用され、翌年名誉音楽博士の学位を授与された。この時期にプラウトは学生の指導に当たるのみならず重要な公開講座シリーズを開催しており、中でも注目すべきなのは自ら特訓した歌手らを伴って行われたバッハのカンタータに関する講義であった。
さらに、この時期にはプラウトの代表的な理論書が生み出されており、それらは古典となって多くの言語に翻訳されることになる。彼は多くの楽曲の編纂に携わっており、とりわけヘンデルのオラトリオに力を注いだ。彼は『メサイア』の管楽器パートの原本再発見に直接関わっており、1902年には彼の手によって新たな総譜及び歌唱譜が王立音楽家協会に納められた。これらの活動に加え、プラウトは演奏会用、教会用、そして室内用楽曲の作曲も行った。
編纂者としてのプラウトは当時の慣習に従い、ヘンデルが記したフレージングや表現記号を自分好みのものに置き換えることを正しいと考えていた。この点において、彼はヘンデル自身の指示を伝える版を初めて制作した同時代のフリードリヒ・クリュザンダーと異なっている。
プラウト門下からは多くの音楽家が輩出したが、そうした中にはアーサー・ゴーリング・トーマス、オイゲン・ダルベール、ジョン・ウォーターハウス、ヘンリー・ウッド、エドワード・ジャーマンらがいる。
プラウトの息子のルイス・ベートーヴェン・プラウトも音楽理論書を記した人物で、王立音楽アカデミーにおいて父の下で研鑽を積んだ後、ギルドホール音楽演劇学校の教授となった。息子の代表作は『Analysis of Bach's 48 Fugues』（Weekes)、『Harmonic Analysis』（Augener）、『Sidelights on Harmony』（Augener）、『Time, Rhythm and Expression』（Augener）である。また、息子は昆虫学を牽引する学者でもあり、シャクトリムシ研究の第一人者であった。
プラウトはロンドンに没した。

## 主要作品
管弦楽曲
- オルガン協奏曲第1番 ホ短調 Op.5
- オルガン協奏曲第2番 変ホ長調 Op.35
- 管弦楽のための『メヌエットとトリオ』 Op.14
- 管弦楽のための『バレエ組曲』 Op.28 （1892年）
- 交響曲第1番
- 交響曲第2番
- 交響曲第3番 ヘ長調 Op.22 （1885年）
- 交響曲第4番

室内楽曲と器楽曲
- ピアノとハーモニウムのための『協奏的二重奏曲』 イ長調
- ピアノ四重奏曲第1番 ハ長調 Op.2 （1865年）
- ピアノ四重奏曲第2番 ホ長調 Op.18
- ピアノ四重奏曲 ト長調 Op.3
- ヴィオラとピアノのための『ロマンス』 ホ長調 Op.32
- オルガンソナタ Op.4
- フルートソナタ Op.17 （1883年）
- クラリネット（または）ヴィオラソナタ ニ長調 Op.26 （1890年）
- 弦楽四重奏曲第1番 Op.1
- 弦楽四重奏曲第2番 変ロ長調 Op.15
- オルガンのための編曲作品

声楽曲
- 独唱、合唱と管弦楽のための『マニフィカト』 Op.7
- 四重唱、合唱、管弦楽とオルガンのための『午後の礼拝』（「マニフィカト」と「ヌンク・ディミティス」） 変ホ長調 Op.8
- ドラマティック・カンタータ『Hereward』 (Hereward the Wake) Op.12 William Grist詩
- 『The Morning and Evening Service Together with the Office for the Holy Communion』 ホ長調 Op.13
- ドラマティック・カンタータ『アルフレッド王 Alfred』  Op.16 William Grist詩
- バリトン独唱、合唱と管弦楽のための頌歌『自由 Freedom』 Op.20 ピーター・フォーサイス詩
- 女声の独唱と合唱、ピアノのためのカンタータ『Queen Aimée, or The Maiden's Crown』 Op.21 Jetty Vogel詩
- ソプラノ独唱、合唱と管弦楽（とオルガン即興）のための『詩篇第100篇』 Op.23
- 6場のドラマティック・カンタータ『十字軍の騎士 The Red Cross Knight』 Op.24 William Grist詩
- 男声の独唱と合唱、管弦楽のためのドラマティック・カンタータ『Damon and Phintias』 Op.25 R.W. Bloor詩
- 教会音楽

## 理論書
- Harmony, its Theory and Practice （1889年、1901年に改訂、1903年に第20版）
- Counterpoint （1890年）
- Double Counterpoint and Canon （1891年）
- Fugue （1891年）[3]
- Fugal Analysis （1892年）
- Musical Form （1893年）
- Applied Forms （1895年）
- The Orchestra, Vol I （1898年）
- The Orchestra, Vol II （1899年）